# アラレちゃん音頭
『アラレちゃん音頭』（アラレちゃんおんど）は、声優の小山茉美、コロムビアゆりかご会のシングル。満都南作詞、菊池俊輔作曲。

## 概要
フジテレビおよび系列各局で放送されたテレビアニメ『Dr.スランプ アラレちゃん』の夏限定（基本的に7月から9月）のエンディング、劇場版『Dr.スランプ アラレちゃん ハロー!不思議島』と劇場版『Dr.スランプ アラレちゃん んちゃ!!わくわくハートの夏休み』のエンディング。カップリング曲には、「アラレのマーチ」が収録されている。「アラレのマーチ」は38話と243話（最終話）の挿入歌として使われた。
1981年7月1日に日本コロムビアよりシングルレコード（EP盤）が、振り付けつきで発売された。その後発売された『Dr.スランプ アラレちゃん 全曲集』にも収録されている。それ以外にも、「日本全国 夏祭り!〜音頭 盆踊り 総踊り〜」「アニメ音頭ベスト」「[盆踊りCD・全曲振付] 定番アニメソング＆ヒットソング こどもの盆踊り歌集」などにも収録されている。

## 収録曲
1. アラレちゃん音頭
歌：小山茉美、コロムビアゆりかご会
台詞：内海賢二、小山茉美
作詞：満都南 作曲：菊池俊輔 編曲：たかしまあきひこ 振り付け：花蔭美喜
2. アラレのマーチ
歌：小山茉美、コロムビアゆりかご会
作詞：河岸亜砂 作曲：菊池俊輔 編曲：たかしまあきひこ
3. 「アラレちゃん音頭」振り付き

## カバー
アラレちゃん音頭
- モガ、入江進 - 児童教材レコード（コンパクト盤）「睦哲也先生監修レコード アラレちゃん音頭/ルビーの指環/サザエさん/うさちゃんのチャチャチャ」（テイチクレコード KO-8043）、2005年発売のコンピレーション・アルバム『愛しのキャラうた伝説 キャラクター・ソングの素晴らしき世界』収録。編曲：野村忠
- 井上かおり - 「こども盆踊り ベスト」、「こども盆踊り キング・ベスト・セレクト・ライブラリー2009」に収録されている。